# Outapi
Outapi (także Uutapi lub Ombalantu) – miasto w Namibii, stolica regionu Omusati. Populacja miasta w roku 2001 wynosiła 2,640 mieszkańców.